# Св. св. Петър и Павел (Попе)
Вижте пояснителната страница за други значения на Свети апостоли Петър и Павел.
Църквата „Свети апостоли Петър и Павел“ се намира в село Попе, град Нови пазар - на 12 km северно от Нови пазар (Сърбия).
Запазената частично постройка, и реставрирана понастоящем, датира от 1649/50 г.
Археологическите разкопки показват поне още два предходни християнски храма на мястото ѝ – останки на трикорабна базилика от 6 век, върху които са наслоени и останки от средновековна еднокорабна църква с некропол от XIII-XIV век.
Запазени са само частично фрески по долната част от стените.
Археологически проучвания са правени през 1971/72 г. и след това през 1984/86 г.